# Pezzoli (Treviglio)
Pezzoli è una frazione del comune italiano di Treviglio, in provincia di Bergamo. Situata nella parte centroccidentale del territorio comunale, conta 79 abitanti.

## Società
Legata saldamente alla campagna, era dotata in passato di una propria scuola. La frazione risulta costituita prevalentemente dall'omonima cascina. Vi si trova il laghetto Treviza, che in passato era una cava.
È certamente la più piccola e la meno conosciuta delle frazioni nonostante vi si trovi una zona industriale ed artigianale nelle vicinanze, un allevamento di struzzi e un'area di pertinenza della SAME Deutz-Fahr (SDF), dove vengono testati i nuovi trattori su un apposito circuito in campagna, nelle vicinanze del Parco del Roccolo.
Nei primi anni 2000 è stata aperta la cascina didattica che ospita oltre ai tipici animali da fattoria sia d'allevamento che da cortile, anche fagiani e lama.

## Infrastrutture e trasporti
Fra il 1880 e il 1931 la località ospitò una fermata Cascina Pezzoli dalla tranvia Fornaci-Treviglio-Caravaggio.

## Galleria d'immagini

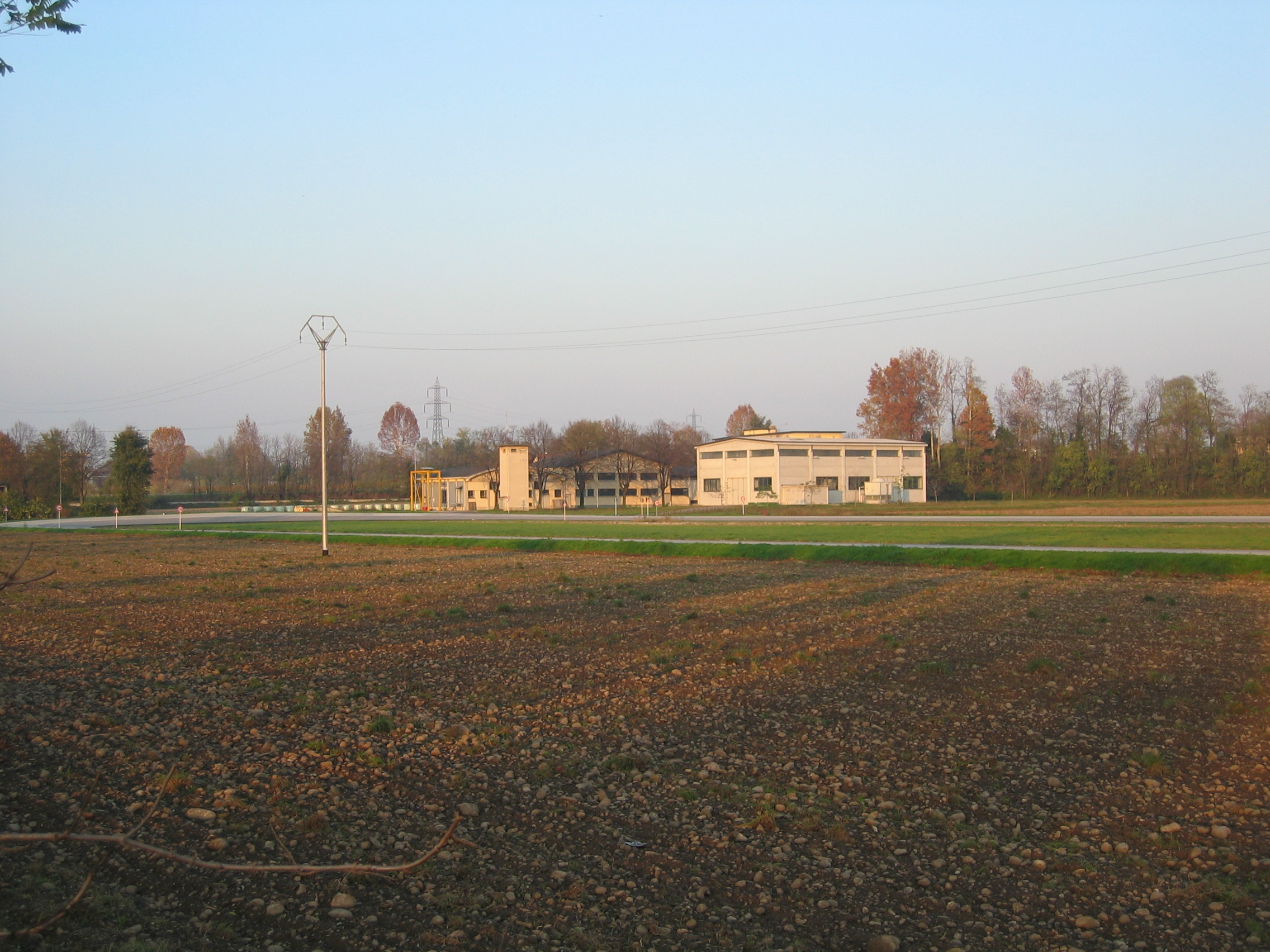
L'area di collaudo dei trattori SAME
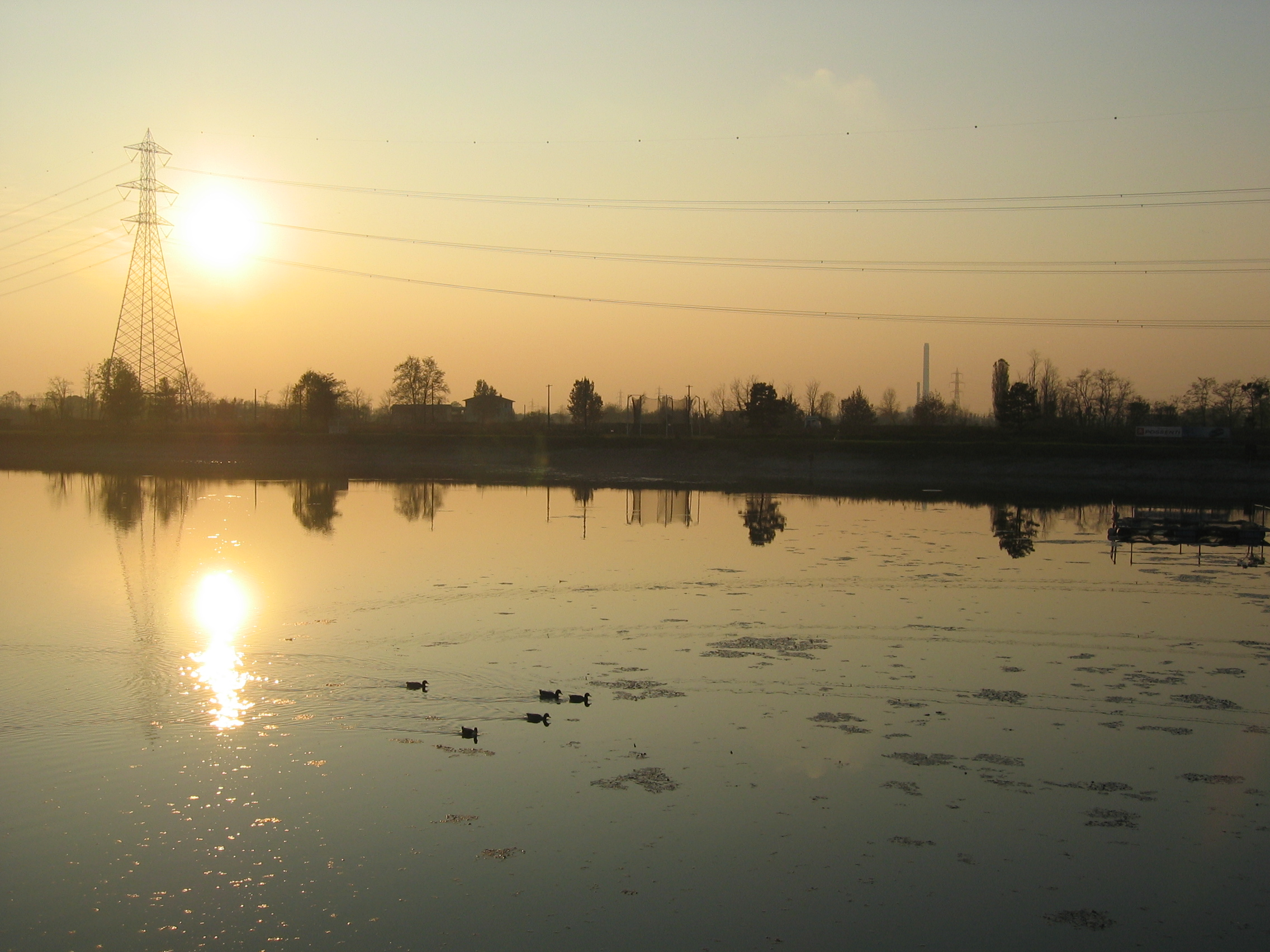
Il laghetto Treviza
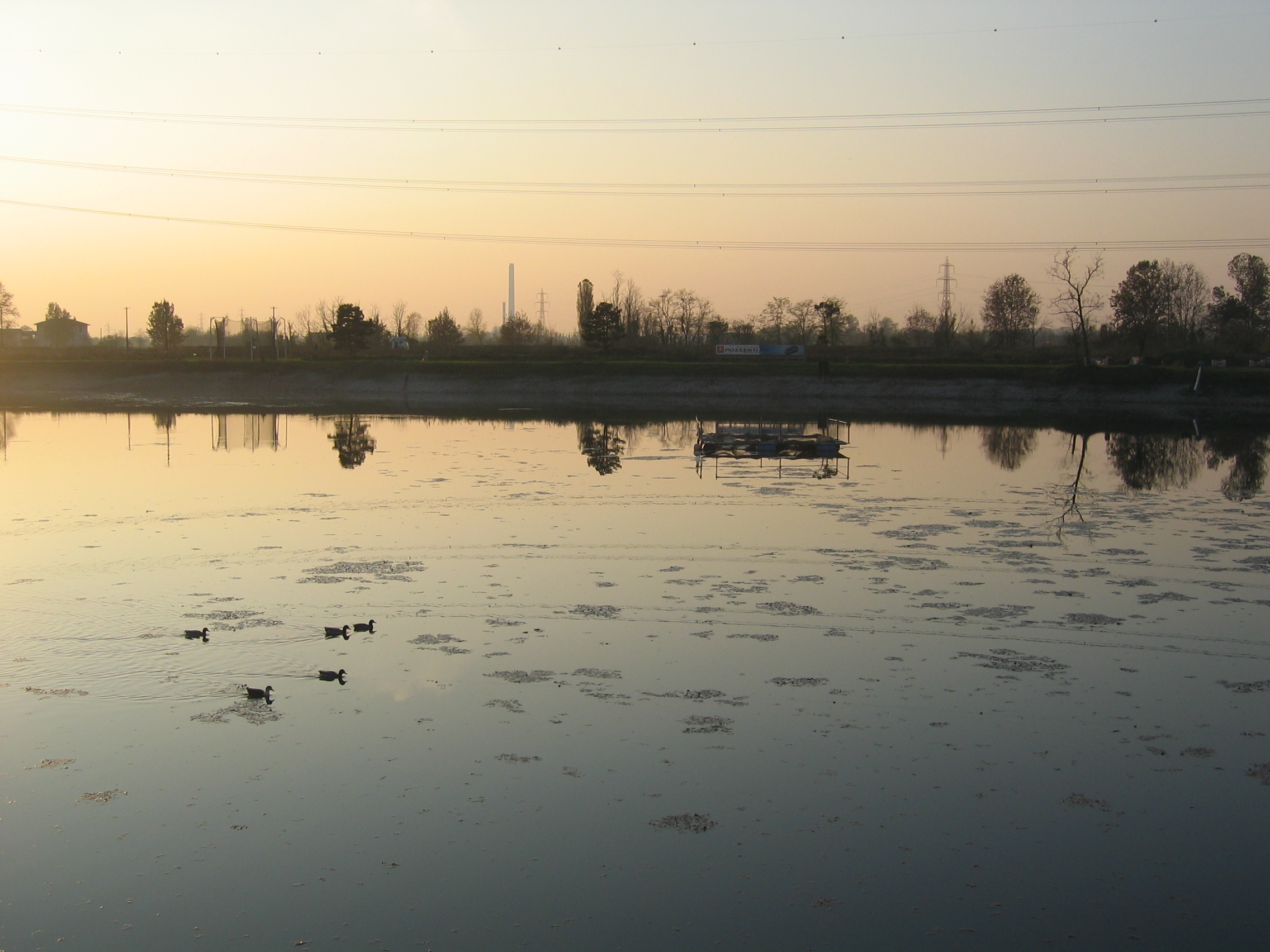
Il laghetto Treviza